# A Arnoia
A Arnoia (nome ufficiale in galiziano, Arnoya in castigliano) è un comune spagnolo di 1 187 abitanti situato nella comunità autonoma della Galizia.

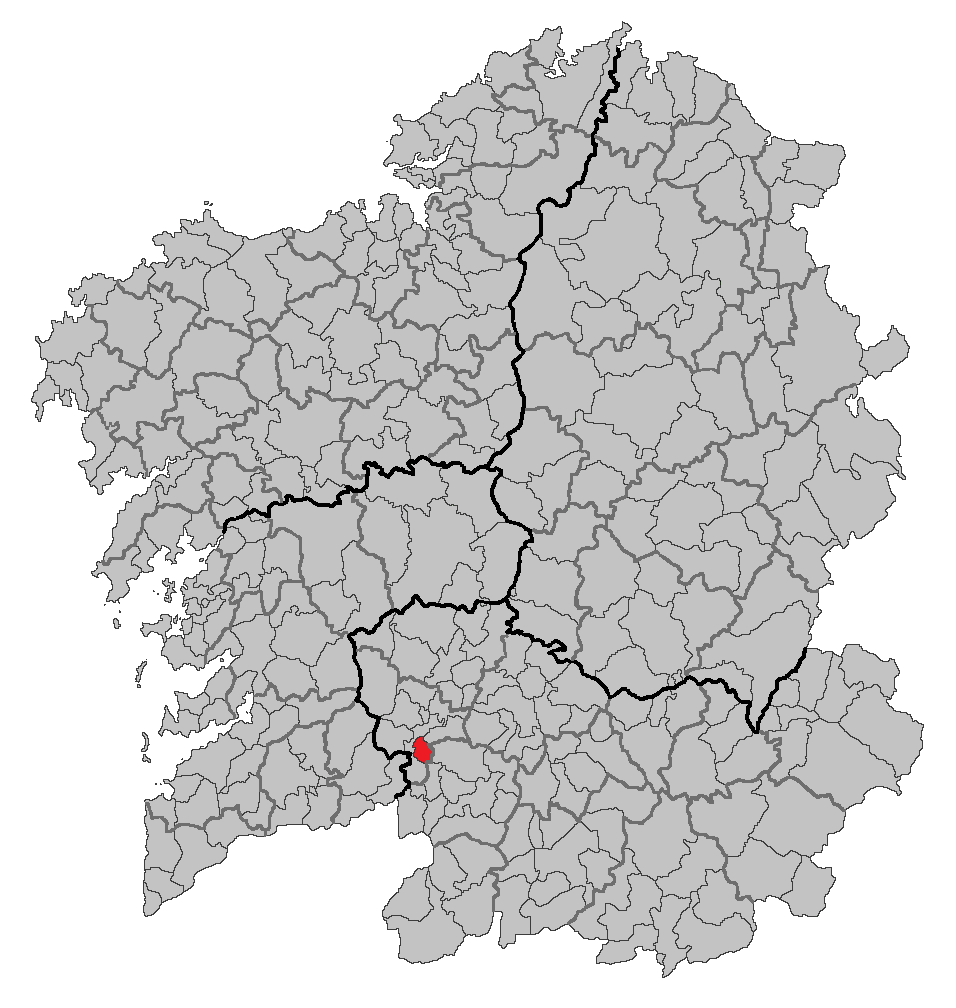
A Arnoia, Ourense, Galizia